# Anthony Minghella
Pour les articles homonymes, voir Minghella.
Anthony Minghella est un réalisateur, scénariste, producteur et acteur britannique, né le 6 janvier 1954 à Ryde sur l’île de Wight et mort le 18 mars 2008 à Londres.
Il est notamment le réalisateur du Patient anglais, film aux neuf Oscars, ainsi que du remake du film français Plein Soleil — Le Talentueux Mr Ripley — avec Matt Damon dans le rôle tenu quarante ans plus tôt par Alain Delon.

## Biographie

### Origines et jeunesse
Le père d'Anthony Minghella est italo-écossais et sa mère vient de Leeds. Il étudie à la Sandown Grammar School et au St. John's College (Portsmouth). Il est licencié de l'université de Hull, où il continue après sa licence.

### Carrière
Dans les années 1980, Anthony Minghella travaille à la télévision, où il écrit Grange Hill pour la BBC et The Storyteller pour Jim Henson. Il travaille aussi pour la série Inspector Morse. En 1990, il écrit et réalise Truly Madly Deeply, conçu initialement comme un court film télévisé destiné à n'être diffusé qu'une seule fois, mais qui connaît un grand succès quand il est projeté en salles.
Après un second film passé inaperçu, Mr. Wonderful, son troisième film, Le Patient anglais, adapté du roman homonyme de l'auteur canadien Michael Ondaatje, est son projet le plus ambitieux. Il remporte un énorme succès, récompensé notamment par neuf Oscars, incluant le prix du meilleur film (Best Picture) et celui de meilleur réalisateur.
En 1999, il signe avec Le Talentueux Mr Ripley une nouvelle adaptation du roman de Patricia Highsmith, avec au casting un nombre important d'interprètes en pleine ascension, mais l'accueil du film, bien que respectable, sera plus modeste. Il enchaîne de nouveau sur une grosse production avec Retour à Cold Mountain, puis retrouve Jude Law et Juliette Binoche dans Par effraction.
Il fait ses débuts dans la mise en scène d'opéra en 2005, réalisant Madame Butterfly de Giacomo Puccini pour l'English National Opera, production reprise ultérieurement avec succès au Metropolitan Opera de New York.
Lors de sa disparition soudaine, il entreprend tout juste son retour à la télévision et à la BBC avec L'Agence no 1 des dames détectives.

### Vie privée
Jusqu’à sa mort, Anthony Minghella est l'époux de Carolyn Choa, chorégraphe née à Hong Kong (actrice dans Truly Madly Deeply). Il est le père du comédien Max Minghella et d'Hannah Minghella, née d'un premier mariage avec Yvonne Miller qui travaille dans l'industrie du cinéma tout comme sa fille.

### Mort
Il meurt subitement, à l’âge de 54 ans, d’une hémorragie, une semaine après l'ablation d'une tumeur cancéreuse aux amygdales et au cou. Il a été conduit au crématorium à Golders Green.

## Filmographie

### Réalisateur

#### Longs métrages
Anthony Minghella est scénariste de tous ses films à l'exception de Mr. Wonderful.
- 1991 : Truly Madly Deeply
- 1993 : Mr. Wonderful
- 1996 : Le Patient anglais (The English Patient)
- 1999 : Le Talentueux Mr Ripley (The Talented Mr. Ripley)
- 2003 : Retour à Cold Mountain (Cold Mountain)
- 2005 : Par effraction (Breaking and Entering)

#### Série
- 2008 : L'Agence no 1 des dames détectives

#### Court métrage
- 2000 : Beckett on Film - segment Play

### Acteur
- 1998 : Welcome to Hollywood d'Adam Rifkin et Tony Markes : Lui-même
- 2007 : Reviens-moi

### Producteur
- 2001 : Iris
- 2002 : Heaven
- 2002 : Un Américain bien tranquille
- 2004 : L'Interprète
- 2005 : Margaret
- 2008 : L'Agence no 1 des dames détectives
- 2009 : The Reader

## Distinctions

### Récompenses
- BAFA 1992 : Meilleur scénario original pour Truly Madly Deeply
- Satellite Awards 1997 : Meilleur scénario adapté pour Le Patient anglais
- BAFA 1997 : Meilleur film pour Le Patient anglais
- Oscars 1997 : Meilleur réalisateur pour Le Patient anglais

### Nominations
Oscars du cinéma
- Oscars 1997 : Meilleur scénario adapté pour Le Patient anglais
- Oscars 2000 : Meilleur scénario adapté pour Le Talentueux Mr Ripley
- Oscars 2009 : Meilleur film pour The Reader

Golden Globes
- Golden Globes 1997 : 
  - Meilleur réalisateur pour Le Patient anglais
  - Meilleur scénario
- Golden Globes 2000 : Meilleur réalisateur pour Le Talentueux Mr Ripley
- Golden Globes 2004 : 
  - Meilleur réalisateur pour Retour à Cold Mountain
  - Meilleur scénario

César du cinéma
- César 1998 : César du meilleur film étranger pour Le Patient anglais